# Balletto di Amburgo
Il Balletto di Amburgo (Hamburg Ballett, Hamburg Ballett John Neumeier) è una compagnia di balletto tedesca diretta dal 1973 dal coreografo John Neumeier. La compagnia si esibisce prevalentemente al Teatro dell'Opera di Amburgo mentre le prove e la formazione si svolgono presso il Ballettzentrum Hamburg – John Neumeier. Il Balletto di Amburgo è molto attivo e richiesto come compagnia ospite in tutto il mondo.

## Storia

### Dalle origini al 1973

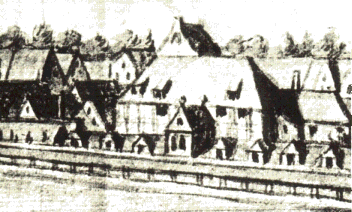
Il Teatro dell'Opera al Gaensemarkt

Il primo teatro della città di Amburgo a offrire al pubblico un regolare programma di balletto è l'Opera al Gaensemarkt, fondata nel 1678. La qualità dei balletti presentati è scarsa, malgrado le musiche di compositori di primo piano come Jean-Baptiste Lully e Georg Philipp Telemann. Nel 1738 l'Opera al Gaensemarkt chiude i battenti e spettacoli di balletto vengono offerti in città da compagnie ospiti. Il balletto Don Juan eseguito nel 1769 sembra essere stato danzato sul famoso lavoro di Christoph Willibald Gluck.
La prima compagnia di balletto di buon livello a produrre il repertorio romantico standard è quella del Teatro municipale di Amburgo, che ospita étoiles come Marie Taglioni, Lucille Grahn, Fanny Cerrito e Fanny Elssler. Quest'ultima si stabilisce ad Amburgo per alcuni anni prima di ritirarsi dalle scene. Tra il 1850 e il 1860 è attiva Katti Lanner, che crea numerose coreografie e conduce la compagnia nella sua prima tournée a Berlino nel 1965. Per tutto il resto del XIX secolo, il repertorio si limita a occasionali riprese di classici come Coppélia e Die Puppenfee.
Tra la prima guerra mondiale e gli anni Cinquanta la compagnia, con il nome di Balletto dell'Opera di Amburgo, è guidato da Helga Swedlund e Erika Hanka, ed è considerata una mera appendice del teatro dell'Opera. La città di Amburgo non dimostra alcuno speciale entusiasmo per la danza. Tra il 1949 e il 1951 la direzione passa a Dore Hoyer, una delle figure di punta della scena del balletto tedesco, ma l'esperienza non viene apprezzata né dal pubblico né dai danzatori.
La compagnia cresce a partire dagli anni Sessanta, quando i direttori Rolf Liebermann e Peter van Dyk la portano a un livello tecnico tale da rendere possibile l'esecuzione di coreografie di George Balanchine, e infatti diventa l'unica compagnia europea ad avere uno stabile repertorio di balletti di Balanchine.
Nel 1962, in occasione delle celebrazioni ufficiali dell'ottantesimo compleanno di Igor Stravinsky, vengono eseguiti i tre balletti di Balanchine Apollo, Orfeo e Agon con il compositore sul podio di direttore.

### L'era Neumeier
Peter van Dyk lascia nel 1970. Il 16 agosto 1973 John Neumeier assume l'incarico di direttore di balletto e coreografo della sezione balletto dell'Opera di Amburgo. Al momento del suo insediamento l'attività della compagnia si concentra nel Teatro dell'Opera, dove si trovano anche le sale di prova.
Il debutto sotto la nuova direzione ha luogo il 9 settembre 1973, con un workshop ("Ballett-Werkstatt") dedicato alla tecnica classica nella coreografia moderna. Da quel momento in poi, le presentazioni in forma di workshop saranno un'attività caratteristica e regolare del Balletto di Amburgo.
Il 30 settembre 1973 ha luogo la prima serata di balletto della compagnia diretta da Neumeier sul palcoscenico dell'Opera di Amburgo con Divertimento Nr. 15, Allegro Brillante, Désir e Jeu de cartes.
La prima di Romeo e Giulietta è del gennaio 1974. La coreografia, creata nel 1971 per il Balletto di Francoforte, è dello stesso Neumeier, e il coreografo interpreta il ruolo principale in coppia con Marianne Kruuse. Questo balletto verrà eseguito nuovamente in occasione del 40º anniversario dell'insediamento di Neumeier, nel 2014.
Nel maggio 1974 è la volta di Meyerbeer – Schumann, la prima coreografia creata appositamente per la compagnia di Amburgo, che ha come tema le storie dei compositori Giacomo Meyerbeer e Robert Schumann. I ruoli principali sono affidati a Max Midinet (Meyerbeer) e François Klaus (Schumann).
Nel giugno 1974 il Balletto di Amburgo viene invitato al XXIII Festival Internacional de Musica y Danza a Granada (Spagna), e da allora le tournée internazionali sono parte integrante dell'attività dell'ensemble.
Nel 1975 iniziano le due rassegne Hamburger Ballett-Tage (Giornate del Balletto di Amburgo) e Nijinsky-Gala, divenute poi un appuntamento stabile.
Il 1º gennaio 1978 Neumeier fonda la Scuola di balletto del Balletto di Amburgo (Ballettschule des Hamburg Ballett), originariamente ospitata nei locali dell'Opera, poi trasferita nel quartiere Dammtor e dal 23 settembre 1989 nel nuovo Ballettzentrum Hamburg nel quartiere di Hamm. Qui gli allievi hanno la possibilità di risiedere in un collegio e di formarsi lavorando fianco a fianco con la compagnia e il Bundesjugendballett, nuovo ensemble giovanile istituito nel 2011. Attualmente la compagnia è composta per l'80% di diplomati della scuola di balletto interna.

## Repertorio
Nel corso dei 40 anni trascorsi sotto la guida di John Neumeier il Balletto di Amburgo ha sviluppato un repertorio ampio la cui base è costituita dalle circa 120 coreografie create dal suo direttore, il cui aspetto più interessante è il legame che in esse si crea tra la tradizione del balletto classico e le forme contemporanee.

### Sul palcoscenico
La base del lavoro di Neumeier è la rivisitazione dei grandi balletti classici come Lo schiaccianoci (1971), Illusionen – wie Schwanensee (dal Lago dei Cigni, 1976), La bella addormentata (1992), Giselle (2000) e il balletto Sylvia creato per l'Opéra di Parigi (1997).
Nel repertorio del Balletto di Amburgo sono presenti numerose coreografie su musica sinfonica, prima fra tutte la Terza sinfonia di Gustav Mahler (1975), che è parte di un ciclo di coreografie di Neumeier su musiche del compositore austriaco. Inoltre Neumeier ha creato lavori su musiche di Johann Sebastian Bach (La passione secondo Matteo, 1980; e Oratorio di Natale, Parti I-III 2007, Parti I-VI 2013), Wolfgang Amadeus Mozart (Requiem, 1991) e Georg Friedrich Händel (Messiah, 1999). Alcune composizioni musicali contemporanee sono state commissionate espressamente per coreografie di Neumeier, per esempio ad Alfred Schnittke, che ha scritto la musica per Peer Gynt (1989) e a Lera Auerbach, che ha composto la musica per i Préludes CV (2003) e per La sirenetta (2005).
Molti dei balletti della compagnia sono ispirati a opere della letteratura mondiale. Tra questi il lavoro di Neumeier La signora delle camelie (1981), e inoltre Endstation Sehnsucht (1983), gli adattamenti del già citato Peer Gynt di Henrik Ibsen (1995), dell'Odissea (1995) e de Il gabbiano di Anton Čechov (2002). Più di recente Neumeier ha elaborato una coreografia prendendo spunto da Liliom di Ferenc Molnár (2011).
Grande attenzione è prestata da lui alle opere di William Shakespeare, con balletti ispirati a Amleto (1985), Romeo e Giulietta (1971), Sogno di una notte di mezza estate (1977), VIVALDI o La dodicesima notte (1996) e Come vi piace (1985). Nella stagione 2013/14 viene riportato sul palcoscenico Otello, creato nel 1985.
Un altro importante aspetto dell'attività artistica di Neumeier è il suo confrontarsi con il genere musical. Nel 1978 mette in scena West Side Story di Leonard Bernstein e nel 1991 On the Town.
Ma il Balletto di Amburgo non danza solo le coreografie di Neumeier. Oltre ai lavori di Mats Ek, Maurice Béjart e George Balanchine, la compagnia si cimenta con ricostruzioni di coreografie storiche come Le Sacre du Printemps di Vaslav Nijinskij nella versione di Millicent Hodson, e di recente con lavori di Jerome Robbins, John Cranko e altri.

### Filmografia
Una versione filmica del balletto La signora delle Camelie è stata presentata il 26 settembre 1987, con Marcia Haydée nel ruolo di Marguerite e Ivan Liška in quello di Armand Duval. Inoltre, le emittenti tedesche NDR e ZDF hanno realizzato i film di quattro balletti: La terza sinfonia di Gustav Mahler, Wendung (sul Quartetto d'archi in do maggiore di Franz Schubert), Kinderszenen (sulle Scene infantili di Robert Schumann) e Otello.

## Altre attività del Balletto di Amburgo

### Laboratori di balletto
I workshop di balletto (Ballett-Werkstätten), iniziati nel 1973 e attivi tuttora, hanno luogo tradizionalmente di domenica mattina, in più appuntamenti durante ogni stagione di danza. John Neumeier introduce il tema prescelto e dirige una prova della compagnia per spiegare al pubblico il procedimento creativo o per sviluppare temi particolari. Alcuni argomenti affrontati:
- L'era Petipa (1978)
- La ripresa di un balletto: copia o creazione (1987)
- La violenza danzata (1988)
- Orfeo
- La sirenetta riemerge
- Debutto

Negli anni Ottanta, un workshop in più appuntamenti ha illustrato al pubblico il lavoro dei solisti principali come Marianne Kruuse, Ivan Liška e Kevin Haigen ed è stato diffuso in tv dall'emittente NDR. Nel 1982 altri quattro workshop sono stati prodotti per la diffusione televisiva.

### Giornate amburghesi di balletto
Dal 1975, alla fine della stagione di danza ha luogo all'Opera di Amburgo la manifestazione denominata Hamburger Ballett-Tage. Questa inizia di regola con la prima di un nuovo balletto, e termina con il Nijinsky-Gala. Questo tributo a Vaclav Nižinskij si spiega con il fascino subito da John Neumeiers nei confronti dell'artista dei Balletti Russi, e con cui si è confrontato per tutta la sua carriera. Tradizionalmente, durante i Ballett-Tage viene invitata e si esibisce una importante compagnia ospite. Nel 2010 è stata la volta del Tokyo Ballett, nel 2013 il Bayerische Staatsballett e Les Ballets de Monte Carlo, nel 2014 il Nederlands Dans Theater.

### Centro Balletto di Amburgo – John Neumeier

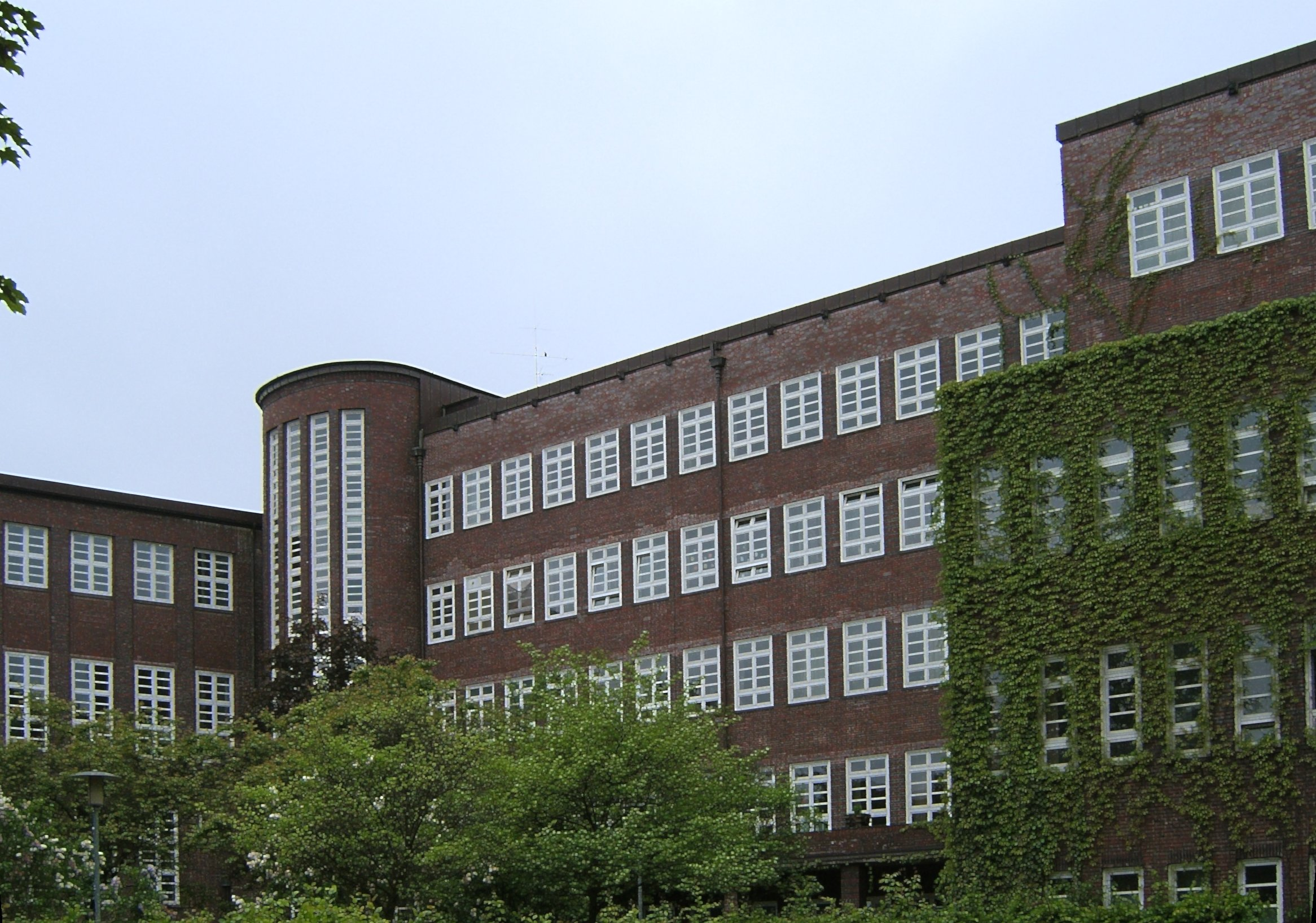
Il Ballettzentrum John Neumeier a Hamburg-Hamm

Gli allievi della compagnia vengono formati nel Ballettzentrum Hamburg, un ex edificio scolastico opera dell'architetto Fritz Schumacher. Il centro dispone di nove sale in cui si esercitano fianco a fianco i danzatori della compagnia e gli allievi. Inoltre, nell'edificio ci sono stanze di abitazione per 35 allievi.
Gli allievi, di ogni nazionalità e di età compresa fra i 10 e i 18 anni, vengono formati principalmente secondo il metodo della tecnica accademica, ma ricevono anche una preparazione nella tecnica della danza contemporanea, nella coreografia e nella danza di carattere.
L'ammissione avviene valutando l'attitudine fisica, le doti ritmiche, il talento nell'improvvisazione e il livello tecnico acquisito in accordo con l'età. 
Le prove di ammissione si svolgono ogni anno in primavera. L'età minima per i corsi preparatori è dai 7 ai 9 anni e per le classi di formazione dai 10 ai 16 anni, per i corsi di teatro dai 16 ai 18 anni (19 per i maschi).
La scuola viene sostenuta, anche finanziariamente, dalle associazioni Amici del Ballettzentrum Hamburg (Freunde des Ballettzentrums Hamburg) e Amici del Balletto di Amburgo(Ballettfreunde Hamburg).
Il Ballettzentrum è anche sede del primo ensemble giovanile tedesco, il Bundesjugendballett, creato nel 2011 da Neumeier ma indipendente dal Balletto di Amburgo.

## La Fondazione John Neumeier
La Fondazione John Neumeier è stata fondata il 23 febbraio 2006, ed è il terzo fulcro dell'attività artistica del coreografo accanto all'Opera di Amburgo e al Ballettzentrum. Essa si cura della documentazione e della ricerca, allo scopo di preservare e rendere disponibile al pubblico e alla posterità la collezione di coreografie e balletti e l'opera di John Neumeier in collaborazione con il Balletto di Amburgo.

## Organico della compagnia
La compagnia di balletto si compone (2013/14) di 58 danzatori e danzatrici di 22 nazionalità, oltre a due danzatori ospiti.

### Primi solisti attuali
Carolina Agüero, Silvia Azzoni, Hélène Bouchet, Leslie Heylmann, Anna Laudere, Anna Polikarpova, Thiago Bordin, Otto Bubeníček, Carsten Jung, Edvin Revazov, Alexandre Riabko, Lloyd Riggins, Ivan Urban, Alina Cojocaru (ospite), Amilcar Moret Gonzalez (ospite)

### Primi solisti celebri
Trumann Finney (1973-76), Max Midinet (1973-87), Beatrice Cordua (1973-86), Marianne Kruuse (1973-85), Ivan Lişka (1977-97), Kevin Haigen (1977-83), Colleen Scott (1978-91), Gigi Hyatt (1986-97), Jiri Bubeníček (1997–2006), Joëlle Boulogne (1999–2011)

### Étoiles ospiti
Natalija Makarova, Manuel Légris, Roberto Bolle, Sylvie Guillem, Michail Baryšnikov, Darcey Bussell, Isabelle Ciaravola, Alina Cojocaru, Guillaume Coté, Patrick Dupond, Alessandra Ferri, Marie-Agnès Gillot, Marcia Haydée, Cynthia Harvey, Polina Semionova